# Dick van den Polder
Dick van den Polder (* 23. September 1934; † 21. Oktober 2013) war ein niederländischer Fußballspieler.

## Sportlicher Werdegang
Van den Polder entstammte der Jugend von Excelsior Rotterdam. Für den Klub debütierte er 1954 in der Wettkampfmannschaft, die seinerzeit in der höchsten Spielklasse antrat. Bei der Einführung des Profifußballs 1956 verpasste er mit dem Klub die Qualifikation für die Eredivisie, bis 1964 lief er als Profi für den Verein in der zweiten Liga auf. Insgesamt bestritt er 199 Spiele und erzielte dabei acht Tore.
Nach seinem Karriereende arbeitete van den Polder als Sportjournalist für verschiedene niederländische Zeitungen und begleitete mit seiner kritischen Berichterstattung dabei insbesondere Feyenoord Rotterdam.